# In bocca al lupo
In bocca al lupo è un augurio di buona fortuna che si rivolge a chi sta per sottoporsi ad una prova rischiosa o difficile.
Nei secoli l'espressione ha assunto un valore scaramantico: per scongiurare l'eventualità di un avvenimento indesiderato, lo si esprime sotto forma di augurio. "Andare nella bocca del lupo" è infatti una palese metafora per "cacciarsi nei guai". Consuetudine vuole che si risponda "Crepi (il lupo)!" a chi formula l'augurio.

## Storia
Anche se l'origine del modo di dire non è chiara, come altre analoghe espressioni che hanno per protagonista il lupo, sembrerebbe legata all'immagine del lupo nella tradizione popolare come personificazione stessa del male; infatti il lupo, considerato animale feroce e dall'insaziabile voracità nella tradizione antica e medioevale, portò morte e terrore fra gli abitanti delle campagne e delle zone di montagna, soprattutto fra pastori e cacciatori, divenendo in tutta Europa il protagonista negativo di numerose favole, leggende e storie che furono tramandate attraverso i secoli: basti ricordare le favole di Esopo e di La Fontaine, il lupo del Roman de Renart o il Lupo di Gubbio dei Fioretti di S. Francesco. Di questa visione paurosa del lupo permangono tracce in numerose lingue europee sotto forma di modi di dire e proverbi.
La III edizione del Vocabolario degli Accademici della Crusca, del 1691, riporta l'espressione "andare in bocca al lupo" con il significato di "andare nel potére del nemico, incontrare da sé il pericolo" e l'espressione "andare in bocca", di significato più generico, definita come "andare in preda, restare nel potere" del nemico (uomo, animale o spirito maligno), citando un esempio tratto da una delle Lettere di Guittone d'Arezzo del 1294 ("Ma la povera femmina, accostandosi a quell'huomo, si accorse d'essere andáta in bocca al lupo"). L'espressione (ed altre simili come "correre nella bocca del lupo", "mettersi in bocca al lupo", "cascare in bocca al lupo", "andare nella tana del lupo"), col significato di "finire nelle mani del nemico", "andare incontro a grave pericolo" o "incontrare da sé un pericolo" compare successivamente in altri dizionari, come ad esempio il Supplimento a'vocabolarj italiani di Giovanni Gherardini del 1853, il Vocabolario dell'uso toscano di Pietro Fanfani del 1863 («si diceva che "andavano in bocca al lupo", cioè a certa rovina») il Dizionario della Lingua Italiana di Niccolò Tommaseo del 1865 e il Vocabolario Bolognese Italiano di Carolina Coronedi Berti del 1872.

## Interpretazione
Il detto sarebbe quindi nato dal linguaggio dei cacciatori come frase d'augurio di "buona fortuna", rivolta per antifrasi (cioè con significato opposto a quello letterale) ai cacciatori stessi, e, per estensione, a chi si appresta ad affrontare una prova rischiosa o difficile. La risposta "Crepi il lupo!" sarebbe invece nata per estensione da altre espressioni, costruite analogamente col verbo "crepare", nelle quali alla lingua viene attribuito il potere magico di allontanare la cattiva sorte oppure di scongiurare un cattivo presagio, come, ad esempio, "Crepi l'avarizia!" e "Crepi l'astrologo!".